# گلن هایتس (تگزاس)
گلن هایتس، تگزاس(به انگلیسی: Glenn Heights, Texas) شهری در ایالت تگزاس از ایالات جنوبی ایالات متحده آمریکا است. در سرشماری سال ۲۰۰۰، جمعیت این شهر ۷۲۲۴ نفر اعلام شد.